# 消費者行動分析
消費者行動分析は消費者の行動を分析する学問分野、理論または手法。主にミクロ経済学の分野での消費者行動の分析と、マーケティング等の分野でのより学際的なアプローチを取る消費者行動の分析がある。学術団体については、1951年4月21日、日本商業学会が慶應義塾大学教授向井鹿松を初代会長として設立された。ただし、消費者保護や公正競争、また消費生活アドバイザー、消費者教育といった法制度的、行政的、公共的な分野とは相当の距離があり、メンバー、学会、著作物等も別途であり、没交渉である。

## 消費者理論
消費者理論（英: consumer theory）とは、ミクロ経済学の基礎的な理論であり、経済の消費部門における、個々の消費者の最適化行動のモデル化を目的とする。
ここで、第1財、第2財の2種類の財が存在する経済を仮定し、任意の消費者の所得を{\displaystyle I}、消費量の組を({\displaystyle x_{1},x_{2}})、各財の価格の組を({\displaystyle p_{1},p_{2}})とする。この消費者の予算制約式は、{\displaystyle p_{1}x_{1}+p_{2}x_{2}\leq I}となる。この消費者の効用最大化問題とは、予算制約を満たす消費量の組のうち、この消費者の効用関数{\displaystyle u(x_{1},x_{2})}の値を最大にするものを選択する、不等号制約条件つき最大化問題のことである。
この最大化問題の解は、幾何学的には、無差別曲線と予算線の接点として表現される。また、限界代替率と相対価格が等しくなる消費量の組でもある。1円当たりの限界効用が各財で等しくなる消費量の組とも言える。
予算線のパラメーターのうち、価格の変化によって消費者の効用を最大化する各財の消費量の組がどのように変化するかを分析するとき、代替効果と所得効果に分けて分析するのが一般的である。

## 消費者行動論
消費者行動論（英: consumer behavior）とは、個人、グループ、組織、および商品やサービスの購入、使用、処分に関連するすべての活動（これらの活動の前後に行われる消費者の感情的、精神的、行動的反応を含む）の研究分野である。消費者行動論は、1940年代、50年代にマーケティングの下位分野のひとつとして出現した。
消費者行動論は心理学、社会学、社会人類学、人類学、民族誌学、マーケティングおよび経済学、特に行動経済学からの要素を掛け合わせた学際的な社会科学である。感情、態度、好みが購買行動にどのように影響するかを調べる。人口統計、性格などの個人消費者の特徴使用率、使用機会、忠誠心、ブランドの擁護、紹介を提供する意思、消費者の欲求や消費を理解しようとする試みなどのライフスタイルや行動変数は、すべて消費者行動の研究で調査される。消費者行動の研究では、家族、友人、スポーツ、参照グループ、社会一般などのグループによる消費者への影響も調べられる。
消費者行動の研究は、購入前の活動から購入後の消費、評価、および廃棄活動まで、購買行動のあらゆる側面に関係している。それはまた、購買決定やブランド活動家やオピニオンリーダーを含む消費活動に、直接的または間接的に関与するすべての人々にも関係する。この分野の専門家にとってさえ、消費者の行動を予測することは困難であることが研究により示されている。しかしながら、民族誌学や消費者神経科学のような新しい研究方法は、消費者がどのように決断を下すかについて新たな光を投げかけている。
顧客関係管理（CRM）データベースは、顧客の行動を分析するための資産となっている。これらのデータベースによって生成された膨大なデータは、顧客の再購入の意図、消費者の定着、忠誠心、および積極的な紹介を提供する意欲、ブランド支持者になる、顧客の市民活動に従事する他の行動の意図に寄与する行動要因の詳細な調査を可能にする。データベースはまた、市場の細分化、特に、ターゲットを絞ったカスタマイズされたマーケティング戦略を1対1で開発するために使用できるロイヤルティセグメントの開発などの行動の細分化にも役立つ。（リレーションシップ・マーケティングも参照）